# Frans Cools
Franciscus L. "Frans" Cools (17 de fevereiro de 1918 — 3 de setembro de 1999) foi um ciclista belga. Competiu representando as cores da Bélgica em três provas de ciclismo de pista nos Jogos Olímpicos de Verão de 1936.
É natural da Grã-Bretanha.